# Free Bird
«Free Bird» (с англ. — «Свободная птица») — рок-баллада американской рок-группы Lynyrd Skynyrd с их дебютного альбома (Pronounced 'Lĕh-'nérd 'Skin-'nérd). Впоследствии «Free Bird» входила в различные альбомы группы, включая ранее не издававшуюся необрезанную версию, вошедшую в сборник Skynyrd's Innyrds: Their Greatest Hits. Песня закрывает концерты Lynyrd Skynyrd, достигая в продолжительности 14 минут.
Это второй сингл группы, вошедший в Топ-40 Billboard Hot 100, где он занял 19-ю позицию в начале 1975 года. Концертная версия песни также вошла в Billboard Hot 100 в 1977 году, заняв 38-ю позицию. Также композиция заняла 3 строчку в списке «100 лучших гитарных соло» журнала Guitar World.
Журналист Amazon.com Лорри Флеминг назвал «Free Bird» «наиболее востребованной песней в истории рок-музыки».

## Истоки
Текст к песне был написан очень рано. Подруга Аллена Коллинза (на которой он позже женился), Кэти, однажды спросила его: «Если я уеду завтра, будешь ли ты помнить меня?» («If I leave here tomorrow, would you still remember me?»). Коллинз запомнил вопрос, и в конечном счёте он стал началом текста «Free Bird».
Техник группы Билли Пауэлл раскрылся как клавишник, когда он сыграл вступительную часть «Free Bird» на школьной вечеринке. Ронни Ван Зант отметил его талант и пригласил его в группу.

Песня посвящена памяти Дуэйна Оллмана. Однако, во время своего выступления в 1975 году Ван Зант посвятил эту песню как Оллману, так и Берри Окли, прокомментировав: 
Они оба ― свободные птицы.

## Слайд-гитара
Гари Россингтон играл на Gibson SG, используя бутылку Coricidin в качестве слайда в подражание своему кумиру Дуэйну Оллмену.

## Приём
Песня включена в списки «500 песен Зала славы рок-н-ролла» под номером 193 в «500 величайших песен всех времен по версии журнала Rolling Stone». В 2009 году она была названа 26-й лучшей хард-рок песней всех времён по версии канала VH1.

## В культуре
Песня прозвучала в нескольких телесериалах и фильмах, таких как «Форрест Гамп», «Карточный домик» и «Kingsman: Секретная служба». Также песня играет на радиостанции «K-DST» в Grand Theft Auto: San Andreas.

## Чарты
По состоянию на 2013 год эта песня была продана в количестве 2 111 000 копий.
Studio version
| Чарт (1974–1975)       | Высшая позиция |
| ---------------------- | -------------- |
| Canada RPM Top Singles | 58             |
| U.S. Billboard Hot 100 | 19             |
| U.S. Cashbox Top 100   | 25             |

Live version
| Чарт (1976–1977)       | Высшая позиция |
| ---------------------- | -------------- |
| Canada RPM Top Singles | 47             |
| US Billboard Hot 100   | 38             |
| US Cash Box Top 100    | 32             |

| Чарт (1979–1980) | Высшая позиция |
| ---------------- | -------------- |
| UK Singles Chart | 43             |

| Чарт (1982)      | Высшая позиция |
| ---------------- | -------------- |
| Ирландия (IRMA)  | 13             |
| UK Singles Chart | 21             |